# Douglas Hofstadter
Douglas Richard Hofstadter (Nova Iorque, 15 de fevereiro de 1945) é um acadêmico estadunidense das áreas da ciência cognitiva, física e literatura comparada, cuja pesquisa inclui conceitos como o sentido do Eu ("si mesmo" ou self) em relação ao mundo externo, consciência, uso de analogia, criação artística, tradução literária e descobertas matemáticas e físicas. Foi criador da palavra ambigrama. Seu livro Gödel, Escher, Bach: An Eternal Golden Braid (1979), em português "Gödel, Escher, Bach: um entrelaçamento de gênios brilhantes"  ganhou o Prêmio Pulitzer de 1980 para a categoria de obras de não-ficção e o National Book Award (na época chamado American Book Award) na categoria de ciência. Seu livro de 2007, I Am a Strange Loop, ganhou o Prêmio do Livro do Los Angeles Times de Ciência e Tecnologia.
Gödel, Escher, Bach é considerado uma grande referência de leitura e fonte de inspiração para muitos estudantes que se dedicam aos estudos em Ciência da Computação e Inteligência Artificial.

## Biografia
Hofstadter nasceu na cidade de Nova York, filho de pais judeus: o físico Robert Hofstadter, ganhador do Prêmio Nobel e Nancy Givan Hofstadter. Ele cresceu no campus da Universidade Stanford, onde seu pai era professor. Frequentou a Escola Internacional de Genebra entre os anos de 1958-1959. Ele se formou com distinção em matemática pela Stanford em 1965 e, em 1975, recebeu seu Ph.D. em física pela Universidade de Oregon. Seu estudo dos níveis de energia dos elétrons de Bloch em um campo magnético o levou à descoberta do fractal conhecido como borboleta de Hofstadter.